# Argyranthemum thalassophilum
Argyranthemum thalassophilum — вид рослин з родини айстрові (Asteraceae), ендемік Мадейри.

## Поширення
Ендемік архіпелагу Селваженш.
Населяє скелясті райони.

## Загрози та охорона
Основними загрозами є ерозія, конкуренція та інші природні процеси.
A. thalassophilum перерахована в Додатку II Директиви про природне середовище.